# Beierius walliskewi legrandi
Beierius walliskewi legrandi es una subespecie de arácnido del orden Pseudoscorpionida de la familia Cheliferidae.

## Distribución geográfica
Se encuentra en Kenia y en el sur de África.